# Scott Turner
Eric Scott Turner (Richardson, 26 febbraio 1972) è un politico, imprenditore ed ex giocatore di football americano statunitense, segretario della Casa e dello Sviluppo urbano nella seconda amministrazione Trump dal 5 febbraio 2025.
Dal 2019 al 2021 è stato direttore esecutivo del neo-istituito Consiglio della Casa Bianca per le opportunità e la rivitalizzazione (White House Opportunity and Revitalization Council) e dal 2013 al 2017 deputato alla Camera dei rappresentanti del Texas in rappresentanza del 33º distretto, che comprende parte della Contea di Collin e tutta la Contea di Rockwall.
Prima di entrare in politica iscrivendosi al Partito Repubblicano, Turner è stato un cornerback di football americano che ha giocato nella National Football League (NFL) per nove stagioni: dal 1995 al 1997 per i Washington Redskins, dal 1998 al 2001 per i San Diego Chargers, e nel 2003 per i Denver Broncos.

## Biografia

### Segretario della Casa e dello Sviluppo Urbano
Nel novembre del 2024, il presidente eletto Donald Trump ha annunciato l'intenzione di nominare Turner come segretario della Casa e dello Sviluppo Urbano nella sua seconda amministrazione. È comparso davanti al Comitato del Senato per le banche, l'edilizia abitativa e gli affari urbani il 16 gennaio 2025. Il comitato ha approvato la sua nomina con un voto di 13 si e 11 no il 23 gennaio. Il 5 febbraio 2025, il Senato ha confermato la sua nomina con un voto di 55 si e 44 no prestando giuramento lo stesso giorno.